# Гергийца (връх)
Гергийца или Георгийца е връх в западната част на Северен Пирин планина. Разположен е в Северен Пирин, между Муратов връх и Момин връх. Висок е 2589 m и е най-високата кота на Синанишкото странично било. Въпреки традицията страничните била в планините да се наричат на най-високите им върхове, Синанишкото странично било носи името на по-ниския (2515 m), но твърде забележителен връх Синаница.
Гергийца е разположена между двата циркуса Голямо Спано поле и едноименния Гергийски циркус. Южните склонове на върха към Голямо Спано поле са полегати и тревисти, с разхвърляни каменни грамади и отделни сипеи. Северните склонове към 'ергийския циркус са много стръмни, осеяни с каменисти сипеи и изолирани скални откоси. Върхът се намира при контактна зона на мрамори и гранити, която е добре изразена при североизточните му склонове. Оттам на североизток към Гергийския циркус се отделя късо разклонение, изградено изцяло от мрамори, което рязко контрастира на околните гранити. Тези мрамори представляват забележителна гледка от района на Гергийските езера.
На североизток по Синанишкото странично било Гергийца се свързва с отстоящия на около 2000 m Муратов връх през стъпаловидна поредица от безименни коти. Малък заоблен безимен връх свързва Гергийца с отстоящата на югозапад Синанишка порта и мраморите на връх Синаница. На северозапад от Гергийца се отделя къс рид, който е граничен между циркусите Гергийски и Синанишки.
Гергийца е сравнително лесно достъпен връх поради непосредствената си близост до една от най-посещаваните в Пирин пътеки – маркирания в синьо маршрут от хижа Вихрен до хижа Синаница. До върха не водят пътеки, но той може да бъде лесно изкачен без пътека от юг.